# Roland Lamah
Roland Conde Lamah (* 31. Dezember 1987 in Abidjan, Elfenbeinküste) ist ein belgischer Fußballspieler ivorisch-guineischer Abstammung.

## Karriere

### Verein
Nach Anfängen in seinem Heimatland Elfenbeinküste wechselte Lamah 2001 nach Belgien, wo er seine Karriere bei RCS Visé fortsetzte. Auf Vereinsebene spielte er auch in den Niederlanden, Frankreich, Spanien, England und in Ungarn
Seit 2017 spielt er für den FC Dallas in der Major League Soccer. In zwei Spielzeiten erzielte er in 61 Spielen 19 Tore. Zur Saison 2019 wurde er im Expansion Draft vom neuen Franchise FC Cincinnati ausgewählt.

### Nationalmannschaft
2009 gab er sein Debüt in der belgischen Fußballnationalmannschaft und wurde in diesem Jahr in fünf Länderspielen eingesetzt; danach fand er keine Berücksichtigung mehr.

## Erfolge
RSC Anderlecht
- Belgischer Meister 2007

Swansea City
- League-Cup-Sieger 2012/13

Ferencváros Budapest
- Ungarischer Meister 2016